# Французько-лівійські відносини
Французько — лівійські відносини — це відносини між Лівією та Францією. Здебільшого їх історичні стосунки є складними. Лівія має посольство в Парижі, Франція у Триполі.

## Франція як торговець зброєю на Близькому Сході
Лівія розвинула особливо тісні стосунки з Францією після війни у червні 1967 р., коли Франція розслабила ембарго на озброєння не прикордонних учасників бойових дій на Близькому Сході і погодилася продати зброю лівійцям, як наприклад літаки Mirage 5. У 1974 р. Лівія та Франція підписали угоду, згідно з якою Лівія обмінялася гарантованою поставкою нафти для технічної допомоги та фінансового співробітництва. Однак з 1976 р. Лівія почала критикувати Францію як "торговця зброєю" через її готовність продавати зброю обом сторонам у конфлікті на Близькому Сході, оскільки Франція була також основним постачальником зброї Ізраїлю (від сучасної війни за незалежність 1948 року до середини 1960-х років), включаючи продаж Ізраїлю тих же винищувачів Mirage 5, як і Лівії. Пізніше Лівія розкритикувала Францію за готовність продати зброю Єгипту. Набагато серйознішим було незадоволення Лівії французькою військовою інтервенцією у Західній Сахарі, Чаді та Заїрі. У 1978 році Муамар Каддафі зазначив, що хоча економічні відносини були хорошими, політичних відносин не було, і він звинуватив Францію в тому, що повернувся до колоніалістичної політики, від якої колишній президент Франції Шарль де Голль раніше відмовився.

## Чадська громадянська війна

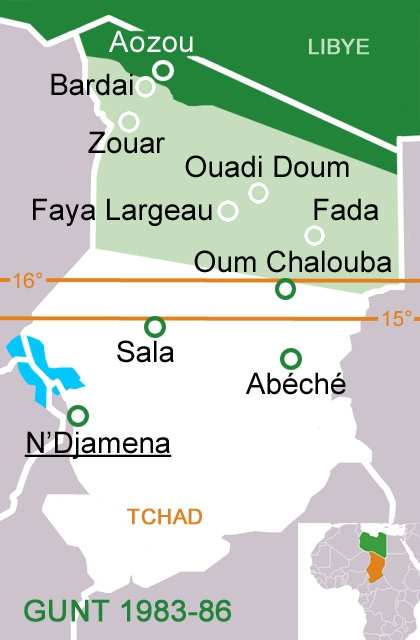
Карта чадського-лівійського конфлікту, в якій Франція підтримала Чад.

У 1980-х роках лівійсько-французький розбрат зосереджувався на ситуації в Чаді. Як уже згадувалося, обидві країни опинилися в підтримці протилежних сторін в чадській громадянській війні. Наприкінці 1987 року в Чаді було 1300 французьких військ, які, головним чином, захищали столицю Чада Н'Джамену від нападу, включаючи авіаційну атаку із застосуванням стратегічних бомбардувальників Ту-22; Франція також дала Чаду 90 мільйонів доларів військової допомоги. Однак французька політика не дозволила її силам перетнути шістнадцяту паралель. Таким чином, прямі сутички з лівійськими солдатами здалися малоймовірними. Однак лівійські дипломати все ще звинувачували Францію про "пряму відповідальність" за ескалацію війни, і лівійське інформаційне агентство JANA назвало рейд "комбінованими франко-американськими військовими діями" і звинуватило Вашингтон і Париж "за агресію проти Лівії".

## Політ UTA 772
Французько-лівійські відносини істотно погіршилися після теракту рейсу UTA 772 1989 року. 19 вересня 1989 року авіалайнер McDonnell Douglas DC-10, яким керувала французька авіакомпанія UTA (Union de Transports Aeriens) під час польоту 772 UTA, був знищений бомбою у вантажному відділенні, в результаті якої загинули всі 170 пасажирів та екіпаж (у тому числі 54 громадянина Франції). Франція звинуватила Лівію в нападі. Суд у Парижі визнав шести лівійців винними у нападі та присудив родинам жертв UTA суми від 3 000 до 30 000 євро залежно від їх стосунків із загиблими. Група французьких родичів "Les Familles du DC10 d'UTA" [8] підписала 9 січня 2004 р. договір з Міжнародним фондом благодійних організацій Каддафі про прийняття компенсації в розмірі 170 мільйонів доларів США, або 1 мільйон доларів за кожен 170 жертв UTA. Аналогічно, окружний суддя США Генрі Х. Кеннеді (з округу Колумбія) також визнав Лівію безпосередньо відповідальною за вибухи в 2007 році (під час судового розгляду, який привели сім'ї 7 громадян США, загиблих під час польоту). Франція, як і інші країни, які постраждали від цього вибуху, продовжували домагатися фінансової компенсації від Лівії.

## Фінансування передвиборної кампанії Ніколя Саркозі в 2007 році
У квітні 2012 року інтернет-видання Mediapart опублікувала документ про можливе фінансування передвиборної кампанії Ніколя Саркозі в 2007 році Лівією, яку Зіад Такіеддін назвав «заслуговуючим на довіру». Це була записка, підписана Мусою Кусою, тодішнім главою лівійських спецслужб, в якій Триполі обіцяв Саркозі «50 мільйонів євро»; проте не вказується, чи були ці кошти виплачені. Президент Саркозі і його оточення описали цю записку як «неправдиву», а сайт Mediapart - як «ліву контору». Mediapart є незалежним сайтом.

## Громадянська війна Лівії

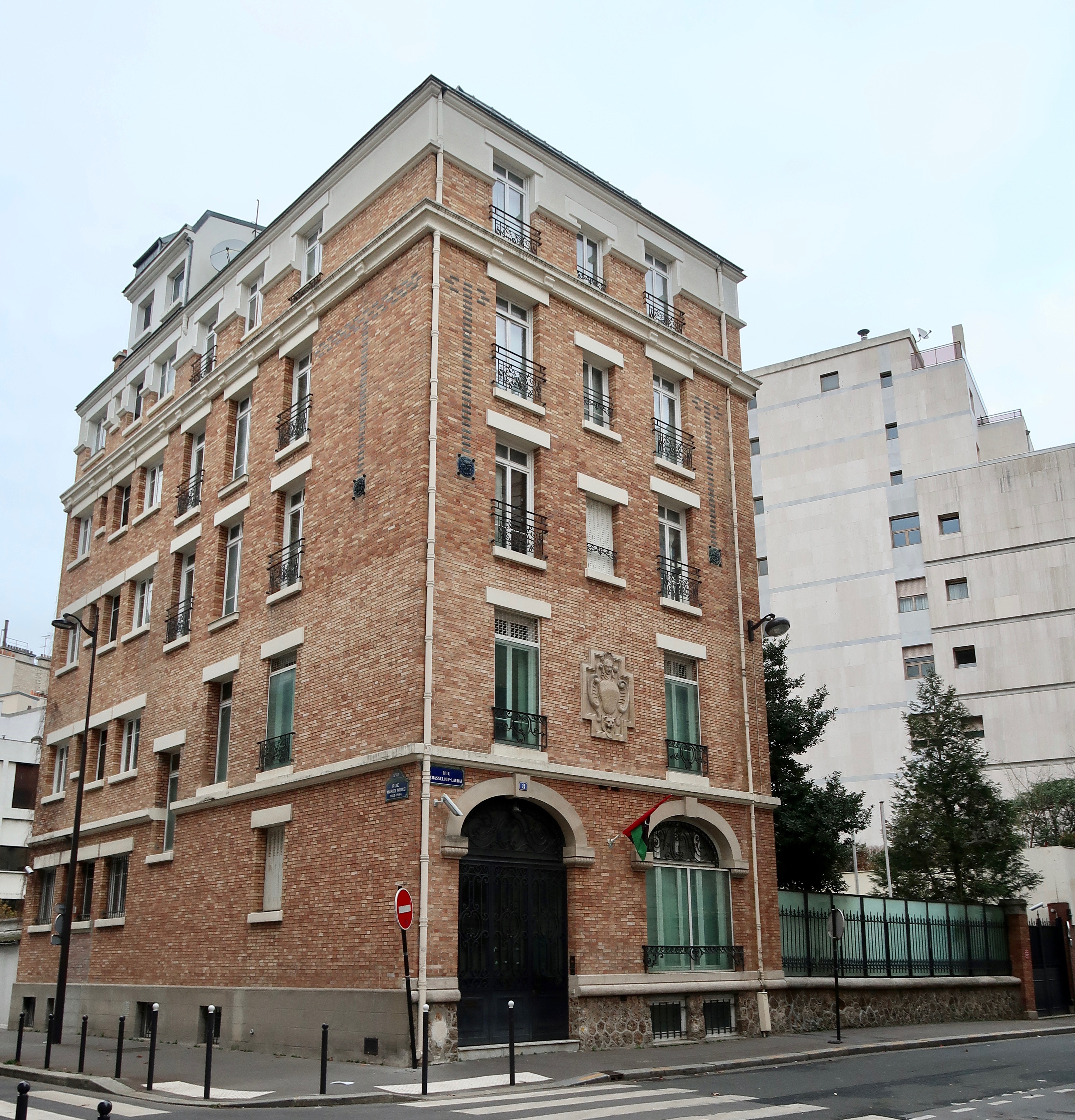
Посольство Лівії в Парижі

10 березня 2011 року Франція стала першою в світі країною, яка визнала Перехідну національну раду легітимним урядом Лівії в контексті громадянської війни у Лівії проти Муаммара Каддафі. Французькі винищувачі Rafale та Mirage 2000 також провели перші військові удари проти сил Каддафі з боку західних країн та Організації Об'єднаних Націй. 19 березня 2011 року приблизно 20 таких французьких військових літаків знищили лівійські танки та бронетехніку. В деяких звітах зазначено, що ці французькі авіаудари розпочалися ще до закінчення екстрених зустрічей у Парижі між лідерами західних країн і тому не були узгоджені з повітряними ударами інших країн, що спричинило певні тертя серед союзників.
Після того, як 8 серпня ПНРЛ розпустила свою виконавчу раду і доручила своєму голові Махмуду Джибрилю сформувати новий, Франція назвала цей крок "суверенним рішенням". У заяві міністерства закордонних справ Франції зазначається, що нову колегію слід "швидко призначити".
У травні 2016 французька інженерна фірма Technip оголосила про плани модернізації великої нафтової платформи угоди на суму 500 мільйонів доларів. Платформа, розташована на північ від Триполі на нафтовому родовищі Бах-Ессалам, здатна виробляти 12,6 мільйона барелів на день.
25 липня у Парижі відбулися мирні переговори між прем'єр-міністром Файєсом аль-Сарраєм та маршалом Халіфою Хафтаром. Було домовлено про припинення вогню, а вибори обіцяли провести якнайшвидше.
У листопаді 2017 президент Макрон назвав продаж мігрантів на аукціонах рабів, які, як повідомляється, відбуваються в Лівії, "злочином проти людяності" і попросив провести засідання Ради Безпеки ООН для обговорення цього звернення з мігрантами в Лівії і розгляду санкцій проти Лівії, якщо аукціони не будуть зупинені. У лютому 2018 року Макрон розкритикував інтервенцію НАТО 2011 року в Лівії за створення умов для нестабільності та екстремізму.